# Південний Аргалей
Південний Аргале́й (рос. Южный Аргалей) — село у складі Агінського району Забайкальського краю, Росія. Адміністративний центр Південно-Аргалейського сільського поселення.

## Населення
Населення — 791 особа (2010; 728 у 2002).
Національний склад (станом на 2002 рік):
- буряти — 82 %